# Повелитель зверей (роман)
Повелитель зверей (1959) — научно-фантастический роман Андре Нортон.

## Сюжет
Хостин Сторм умеет эмпатически и телепатически общаться с группой генетически измененных животных. Его боевая команда эмигрирует с Земли на далекую планету Арзор, где ее нанимают для выпаса скота. Но покой старым солдатам только снится — враг никак не хочет признать свое поражение, и отряду «повелителя зверей» приходится снова вступить в бой...

## Экранизации
- Повелитель зверей
- Повелитель зверей 2: Сквозь врата времени
- Повелитель зверей 3: Глаз Браксуса
- Повелитель зверей (телесериал)